# Sicariidae
Famille
Les Sicariidae sont une famille d'araignées aranéomorphes.

## Distribution

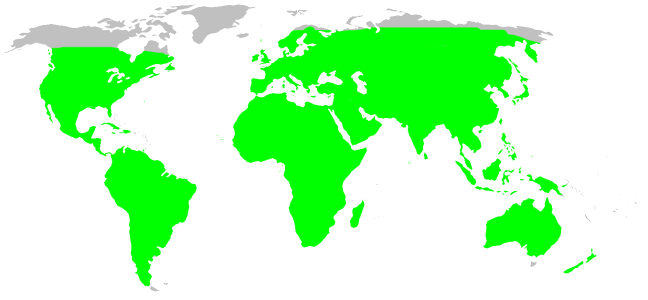
Distribution

Les espèces de cette famille se rencontrent sur toutes les terres sauf dans les zones polaires. En dehors de Loxosceles rufescens espèce cosmopolite la plupart des espèces sont américaines ou africaines.

## Description
Avec leurs venins cytotoxiques, ces araignées sont très venimeuses. Elles ont toutes six yeux.

## Paléontologie
Cette famille est connue depuis le Néogène.

## Taxonomie
Cette famille rassemble 141 espèces dans trois genres.

## Liste des genres
Selon World Spider Catalog (version 18.0, 27/03/2017) :
- Hexophthalma Karsch, 1879
- Loxosceles Heineken & Lowe, 1832
- Sicarius Walckenaer, 1847

### Publication originale
- Keyserling, 1880 : Die Spinnen Amerikas, I. Laterigradae. Nürnberg, vol. 1, p. 1-283 (texte intégral).